# کوتوله‌بیدان
کوتوله‌بیدان (نام علمی: Nepticulidae) نام یک تیره از بالاخانواده کوتوله‌بیدواران است.